# Esarcato d'Italia
L'Esarcato d'Italia (in latino Exarchatus Italiae), anche noto come Esarcato di Ravenna (Exarchatus Ravennatis), fu una circoscrizione amministrativa dell'Impero romano d'Oriente comprendente, tra il VI e l'VIII secolo, i territori sotto la giurisdizione dell'esarca d'Italia (exarchus Italiae) residente a Ravenna. Il termine viene impiegato in storiografia in un duplice senso: per esarcato in senso stretto si intende il territorio sotto la giurisdizione diretta dell'esarca, ovvero l'area della capitale Ravenna, ma il termine viene usato principalmente per designare l'insieme dei territori bizantini nell'Italia continentale e peninsulare, che per le fonti legali dell'epoca costituivano la cosiddetta Provincia Italiae, sulla base del fatto che anch'essi, fino almeno alla fine del VII secolo, ricadevano sotto la giurisdizione dell'esarca e venivano retti da duces o magistri militum alle sue dipendenze.
L'esarcato fu istituito intorno al 584, anno in cui è attestata per la prima volta la presenza di un esarca a Ravenna, in conseguenza dello stato permanente di guerra con i Longobardi (che nel frattempo avevano sottratto ai Bizantini all'incirca i due terzi dell'Italia continentale e peninsulare), che comportò necessariamente la militarizzazione dell'Italia bizantina. Le necessità belliche spinsero i comandanti militari ad accentrare i poteri esautorando così le autorità civili che non vengono più attestate dalle fonti a partire dalla seconda metà del VII secolo. Venne così meno la separazione dei poteri civili e militari introdotta da Diocleziano e Costantino. L'Italia bizantina fu suddivisa in diverse circoscrizioni militari rette da duces o magistri militum alle dipendenze dell'esarca d'Italia, il governatore militare con pieni poteri scelto dall'imperatore tra i suoi generali o funzionari di fiducia per reggere e difendere i residui territori italici. Queste circoscrizioni si evolsero gradualmente in veri e propri ducati sempre più autonomi.
A partire dalla seconda metà del VII secolo, le tendenze autonomistiche delle aristocrazie locali e il sempre maggior ruolo politico temporale della Chiesa di Roma portarono a un progressivo indebolimento dell'autorità imperiale in Italia. L'Italia bizantina si era ormai frammentata in una serie di ducati autonomi al di fuori del controllo effettivo dell'esarca, la cui autorità ormai non si estendeva al di là del Ravennate. Contrasti di natura fiscale e religiosa tra Papato e Bisanzio accelerarono il disfacimento dell'esarcato. Le armate, reclutate tra la popolazione locale, tendevano a prendere le difese del pontefice, e non esitarono a rivoltarsi all'esarca qualora questi tramasse ai danni del Papato. I Longobardi ne approfittarono per estendere le loro conquiste nel tentativo di unificare l'Italia sotto la loro dominazione. L'esarcato cadde nel 751 con la conquista longobarda di Ravenna per mano del re longobardo Astolfo.

## Storia

### La prefettura d'Italia da Onorio alla riconquista giustinianea

L'Italia giustinianea, eretta nel 584 a esarcato (Sardegna e Corsica formeranno invece parte di quello d'Africa, assieme alle Baleari e alle coste del Nordafrica).

Nel 395 Teodosio I lasciò in eredità il trono dell'Impero romano ai due figli: Arcadio fu imperatore d'Oriente; Onorio divenne imperatore romano d'Occidente. In seguito l'impero romano non sarebbe mai più ritornato sotto un unico sovrano.
La Prefettura d'Italia subì nel V secolo l'invasione dei popoli barbari: il primo ad attraversare le Alpi fu Alarico, re dei Visigoti. Giunse ad Aquileia nel 401 e da qui si diresse su Milano, che cinse d'assedio (402). Onorio, non sentendosi più al sicuro, si trasferì a Ravenna e vi stabilì la nuova capitale dell'Impero d'Occidente.
Nel 476 Ravenna cadde per un colpo di Stato militare del generale Odoacre che, a capo di una milizia di mercenari Eruli, Sciri, Rugi e Turcilingi (cioè della componente germanica delle truppe imperiali), spodestò Romolo Augusto e si impadronì della città. Il regno di Odoacre, il primo regno romano-barbarico esistente in Italia, ebbe vita breve: nel 493 Odoacre fu sconfitto dal re degli Ostrogoti, Teodorico, che divenne il nuovo signore d'Italia. Il nuovo regno ostrogoto instaurato da Teodorico continuò a mantenere, come già in precedenza, l'organizzazione provinciale e statale romana.
Attorno alla metà del VI secolo l'imperatore Giustiniano I avviò un'imponente serie di campagne per la riconquista dell'Occidente e in particolare dell'Italia. Nella penisola l'imperatore diede inizio alla lunga e sanguinosa guerra contro gli Ostrogoti. Nel 540 venne riconquistata Ravenna, capitale dei Goti e sede prefettizia, e i Bizantini presero a nominarvi propri prefetti. La lunga campagna ebbe termine solamente nel 552-554 con la spedizione risolutiva del generale Narsete.
Il 13 agosto 554, con la promulgazione a Costantinopoli da parte di Giustiniano di una pragmatica sanctio pro petitione Vigilii (Prammatica sanzione sulle richieste di papa Vigilio), la Prefettura d'Italia rientrava, sebbene non ancora del tutto pacificata, nel dominio romano. La Sicilia e la Dalmazia vennero però separate dalla prefettura d'Italia: la prima non entrò a far parte di nessuna prefettura, venendo governata da un pretore dipendente da Costantinopoli, mentre la seconda venne aggregata alla Prefettura dell'Illirico. Di conseguenza, al termine del conflitto, la prefettura d'Italia, chiamata peraltro Provincia Italiae dalla Prammatica Sanzione come a testimoniare una perdita di importanza, si era ridotta alla sola Italia continentale e peninsulare (la Sardegna e la Corsica, conquistate dai Vandali nel V secolo, dopo la riconquista giustinianea erano entrate a far parte della Prefettura del pretorio d'Africa).
Narsete rimase ancora in Italia con poteri straordinari e riorganizzò anche l'apparato difensivo, amministrativo e fiscale. A difesa della prefettura furono stanziati quattro comandi militari, uno a Forum Iulii, uno a Trento, uno sulla regione dei Laghi maggiore e di Como e infine uno presso le Alpi Cozie e Graie.

### Invasione longobarda

L'Italia dopo l'invasione dei Longobardi nel 568.

Nel 568 l'imperatore Giustino II destituì Narsete in seguito alle proteste dei Romani per l'oppressione fiscale sotto il suo governo, anche se potrebbero aver contribuito alla decisione intrighi di corte o la volontà di porre fine a un governo straordinario durato circa un quindicennio, ormai non più necessario con la fine dei combattimenti e la ricostruzione a buon punto. Il fatto che il successore di Narsete, Longino, sia indicato nelle fonti primarie come prefetto indica che governasse l'Italia in qualità di prefetto del pretorio, anche se non si può escludere che fosse anche il generale supremo delle forze italo-bizantine.

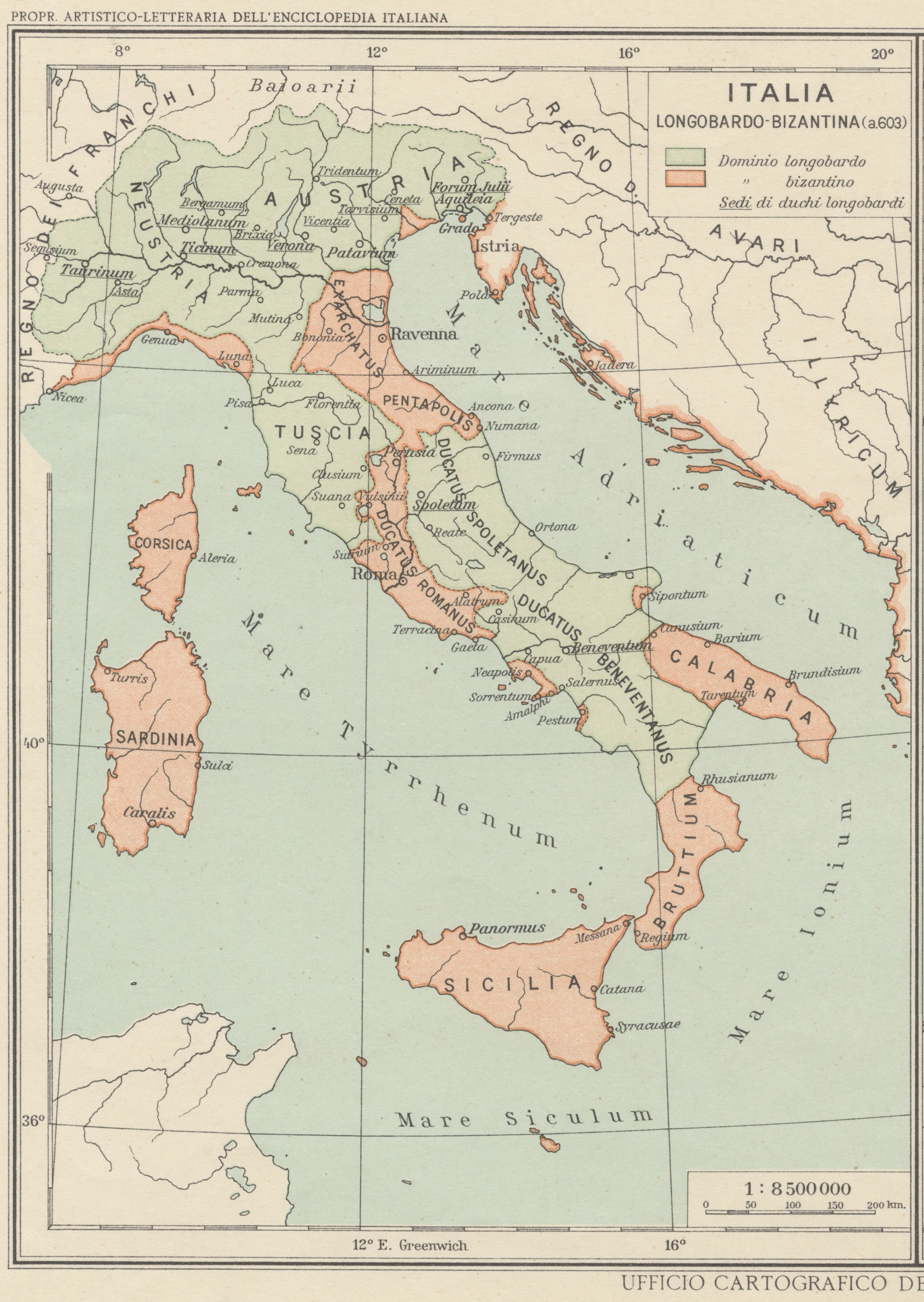
Mappa dell'Italia intorno al 600 d.C.

Proprio nel 568, però, l'Italia venne invasa dai Longobardi di re Alboino, in circostanze alquanto oscure a causa della laconicità e frammentarietà delle fonti superstiti, che tendono a riassumere gli avvenimenti in modo molto sommario e insoddisfacente nonché a mescolare realtà e leggenda. Diverse fonti primarie del VII e VIII secolo riportano la leggenda, originatasi verosimilmente dalla coincidenza temporale tra la destituzione di Narsete e la discesa dei Longobardi che si prestava agevolmente a una connessione causa-effetto, secondo cui il generale destituito, per ripicca, avrebbe invitato i Longobardi a scendere in Italia. Tendenzialmente gli storici moderni ritengono infondato questo racconto, sostenendo piuttosto che i Longobardi avessero invaso l'Italia in quanto incalzati dall'espansionismo degli Avari. Alcuni studiosi, comunque, non respingono del tutto la leggenda dell'invito di Narsete propendendo per la congettura, non verificabile e non condivisa universalmente ma nemmeno da escludere, secondo cui i Longobardi sarebbero scesi in Italia con l'autorizzazione del governo bizantino che, almeno inizialmente, avrebbe avuto l'intenzione di impiegarli come foederati per contenere eventuali attacchi franchi. In ogni caso, secondo la versione riportata da Paolo Diacono, il giorno di Pasqua del 568 Alboino entrò in Italia. La popolazione barbarica, entrata attraverso le Alpi Giulie, conquistò dapprima Forum Iulii, costringendo il presidio militare bizantino, in numero esiguo rispetto agli invasori, a ripiegare prima su Grado, poi in successione, passando per la Via Postumia, su Treviso, Vicenza e Verona. Nel settembre 569 i Longobardi arrivano a Milano. Sono state avanzate varie ipotesi sui motivi per cui Bisanzio non ebbe la forza di reagire all'invasione:
- l'esiguità delle truppe italo-bizantine;
- la mancanza di un abile stratega dopo la destituzione di Narsete;
- il probabile tradimento dei Goti presenti nelle guarnigioni che, secondo alcune ipotesi, avrebbero aperto le porte ai Longobardi;
- l'avversione delle genti locali per la politica religiosa di Bisanzio (Scisma tricapitolino);
- la possibilità che siano stati i Bizantini stessi a invitare i Longobardi nel Nord Italia per utilizzarli come foederati;
- lo scoppio di una pestilenza e di una carestia che avevano contribuito a indebolire l'esercito italo-bizantino;
- la tattica prudente dell'esercito bizantino che in genere preferiva evitare per quanto possibile lo scontro con l'invasore, che avrebbe comportato il rischio di patire gravi perdite nell'organico, attendendo piuttosto che i nemici si ritirassero con il loro bottino, e intervenendo solo in caso di necessità.

Così negli anni settanta del secolo i Longobardi posero la loro capitale a Pavia conquistando tutto il Nord della Penisola tranne le coste della Liguria e del Veneto. Al Centro e al Sud si formarono invece i ducati longobardi di Spoleto e Benevento, i cui duchi fondatori (Zottone a Benevento e Faroaldo a Spoleto) non sembrerebbero essere venuti in Italia con Alboino, ma secondo alcune congetture - ora divenute maggioritarie - sarebbero arrivati in Italia già prima del 568, come foederati al servizio dell'Impero rimasti in Italia dopo la guerra gotica; solo nel 576, dopo il fallimento della spedizione contro i Longobardi del generale bizantino Baduario, i foederati Longobardi di Spoleto e Benevento si sarebbero rivoltati a Bisanzio, formando questi due ducati autonomi. Dopo la nascita dei due ducati longobardi meridionali, ora Roma era apertamente minacciata e nel 579 fu essa stessa assediata; il senato romano inviò richieste di aiuto all'Imperatore Tiberio II, ma questi - essendo impegnato sul fronte orientale - non poté far altro che consigliare al senato di corrompere col denaro i duchi longobardi per spingerli a passare dalla parte dell'Impero e combattere in Oriente al servizio di Bisanzio contro la Persia, oppure di comprare un'alleanza con i Franchi contro i Longobardi.

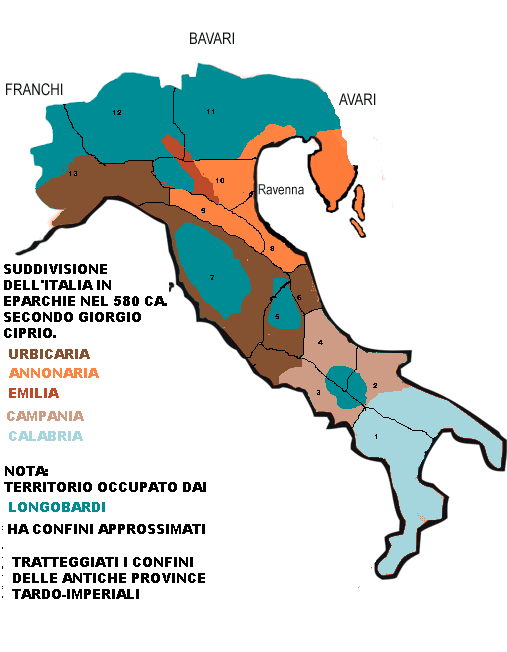
Cartina dell'Italia suddivisa in eparchie nel 580, basata sulla ricostruzione di Pier Maria Conti, secondo Giorgio Ciprio.

In seguito alle conquiste dei Longobardi i territori italici rimasti in mano bizantina subirono una riorganizzazione amministrativa. La Descriptio orbis romani di Giorgio Ciprio, opera geografica redatta all'inizio del VII secolo, suddivideva in cinque province o eparchie l'Italia bizantina:
- Urbicaria, comprendente i possedimenti bizantini in Liguria, Toscana, Piceno, alto Lazio, Valle del Tevere e Lazio litoraneo (tra cui Roma);
- Annonaria, comprendente i possedimenti bizantini nella Venezia e Istria, in Aemilia, nell'Appennino settentrionale e nella Flaminia;
- Aemilia, comprendente i possedimenti bizantini nella parte centrale dell'Aemilia, a cui si aggiungono l'estremità sud-occidentale della Venezia (Cremona e zone limitrofe) e l'estremità sud-orientale della Liguria (con Lodi Vecchio);
- Campania, comprendente i possedimenti bizantini nella Campania litoranea, nel Sannio e nel Nord dell'Apulia;
- Calabria, comprendente i possedimenti bizantini nel Bruzio, in Lucania e nel resto dell'Apulia.

Alcuni studiosi, ritenendo attendibile la Descriptio orbis romani di Giorgio Ciprio, hanno supposto che la suddivisione dell'Italia in cinque eparchie sarebbe stata il frutto di una presunta riforma amministrativa dell'Italia attuata intorno al 580 dall'Imperatore Tiberio II al fine di riorganizzare le difese dei residui territori bizantini nella speranza di renderli in grado di resistere agli assalti dei Longobardi, avendo ormai rinunciato a ogni velleità di scacciarli dalla penisola dopo il fallimento dei precedenti tentativi; tale riorganizzazione, a loro parere, avrebbe prefigurato l'istituzione dell'esarcato avvenuta alcuni anni dopo. Altri studiosi (come il Cosentino), invece, hanno messo in dubbio l'esistenza di questa presunta riforma amministrativa, considerando inattendibile la sezione relativa all'Italia dell'opera di Giorgio Ciprio sulla base del fatto che quest'ultimo, essendo molto probabilmente armeno, era verosimilmente poco informato sull'Italia e potrebbe aver tratto o dedotto la suddivisione dell'Italia in cinque eparchie da fonti disorganiche non direttamente riconducibili alla cancelleria imperiale; d'altronde, a dire del Cosentino, la presunta suddivisione dell'Italia in cinque eparchie risulterebbe in contraddizione con testimonianze coeve italiche, come l'epistolario di papa Gregorio I e le epigrafi.

### La riforma mauriziana: la nascita dell'Esarcato
L'invasione longobarda accelerò la tendenza, già in atto sotto il regno di Giustiniano I, di accentrare autorità civile e militare nelle mani di un'unica persona, superando la divisione dei poteri tra prefetto del pretorio e magister militum introdotta da Diocleziano e Costantino. Già sotto il regno di Giustiniano le cariche di prefetto del pretorio d'Africa e di magister militum Africae in più occasioni furono ricoperte contemporaneamente dalla stessa persona, che diventava di fatto la massima autorità sia civile che militare della prefettura del pretorio d'Africa. In Italia, invece, Giustiniano mantenne la divisione dei poteri civili e militari in due persone distinte, ma in ogni caso il generalissimo (strategos autokrator), che l'imperatore aveva inviato in Italia per condurre le operazioni belliche contro gli Ostrogoti, aveva una preminenza sul prefetto del pretorio. Anche sotto i successori di Giustiniano questa tendenza proseguì. Probabilmente il prefetto del pretorio d'Italia Longino era stato nominato anche generalissimo delle forze armate di stanza nella penisola; si può supporre, inoltre, che Baduario, al suo arrivo in Italia nel 576 per combattere i Longobardi, avesse ricevuto la carica di strategos autokrator.
A partire dal 584, come attestano le fonti concordemente, la massima autorità militare nell'Italia bizantina reca il titolo di esarca. La prima menzione dell'Esarca d'Italia si trova in una lettera di papa Pelagio del 4 ottobre 584. La lettera nomina, in un punto, il patrizio Decio; in un'altra parte parla dell'esarca, senza chiarire se si stesse effettivamente parlando della stessa persona. Diversi studiosi indicano Decio come primo esarca conosciuto. Altri sono invece più prudenti sostenendo che Decio fosse un senatore romano inviato in ambasceria presso l'esarca. Nella medesima lettera si comprende come Ravenna fosse in pericolo poiché viene affermato che l'Exarchus non poté offrire aiuto a Roma contro i Longobardi in quanto già a stento riusciva a difendere la propria città.
In passato, studiosi come l'Ostrogorsky avevano supposto che la creazione dell'esarcato fosse dovuta a una precisa riforma attribuibile all'imperatore Maurizio (582-602) volta ad arginare l'invasione longobarda rendendo i residui territori in Occidente in grado di autodifendersi. Per volere dell'Imperatore «l'amministrazione sia militare che politica fu affidata agli esarchi», inaugurando «il periodo della militarizzazione dell'amministrazione bizantina» e precorrendo «il sistema dei temi». Più recentemente questa tesi storiografica è stata contestata da altri autori, come ad esempio Ravegnani e Borri, secondo i quali la presunta "riforma" sarebbe consistita semplicemente nel cambiamento di denominazione della massima autorità militare dell'Italia bizantina in esarca, i cui poteri non differivano da quelli del generalissimo (strategos autokrator) di età giustinianea. Le autorità civili in effetti non scomparvero immediatamente, come attesta l'epistolario di papa Gregorio I. Esse di fatto erano subordinate all'autorità militare, «un fenomeno d'altronde già in atto durante l'epoca giustinianea e inevitabile conseguenza della preminenza delle necessità militari in una regione come l'Italia, soggetta a uno stato di guerra pressoché permanente». Si può concludere dunque che non vi fu alcuna riforma di Maurizio atta ad abolire la separazione dei poteri civili e militari, e che la preminenza delle autorità militari su quelle civili non ebbe niente di nuovo, essendo in vigore nella penisola fin dai tempi di Giustiniano a causa dei continui conflitti prima con gli Ostrogoti e poi con i Longobardi.

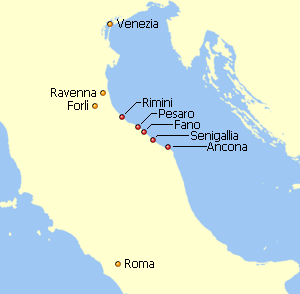
Le città dell'Esarcato e della Pentapoli.

Lo scompaginamento dovuto alle conquiste longobarde comportò necessariamente una riorganizzazione dell'Italia bizantina in ducati, un processo che cominciò alla fine del VI secolo ma che poté dirsi concluso solo nella seconda metà del VII secolo; si trattò tuttavia non di una riforma coordinata dal governo centrale, bensì dell'esito di una prassi amministrativa empirica attuata dai comandi locali. Sotto il regno di Maurizio l'Italia bizantina (chiamata convenzionalmente "esarcato" dalla storiografia moderna, anche se i documenti ufficiali continuarono a far uso della denominazione Provincia Italiae), ridotta approssimativamente a un terzo della sua estensione originale, comprendeva i seguenti territori, per lo più costieri:
1. l'Esarcato propriamente detto, corrispondente grossomodo all'odierna Emilia-Romagna, delimitato a nord dai fiumi Po, Tartaro e Adige, a ovest dal Panaro e a sud dagli Appennini;
2. le due Pentapoli, quella marittima (Rimini, Pesaro, Ancona, Senigallia e Fano) e quella annonaria (Gubbio, Cagli, Urbino, Fossombrone e Jesi);
3. il corridoio bizantino o ducato di Perugia, costituito da una serie di fortezze lungo la Valle del Tevere il cui possesso era fondamentale per garantire i collegamenti tra Roma e Ravenna;
4. il Ducato romano, comprendente parte del Lazio;
5. le coste della Liguria e della Lunigiana, costituenti la Provincia Maritima Italorum secondo la Cosmografia ravennate del VII secolo;
6. l'Istria e parte della Venezia;
7. le coste dell'Abruzzo da Pescara a Vasto, andate perdute nel VII secolo;
8. il Ducato di Napoli (comprendente le coste della Campania dal Volturno alla penisola amalfitana);
9. l'Apulia, il Bruzio e le coste della Lucania (nel VII secolo, dopo la perdita della Lucania e di parte dell'Apulia e del Bruzio, i territori residui avrebbero costituito il Ducato di Calabria).

Essendo impegnato in altri fronti contro nemici temibili come Avari e Sasanidi, Maurizio non poteva inviare consistenti rinforzi in Italia e decise di arginare l'espansione longobarda o corrompendo alcuni duchi al fine di portarli dalla propria parte o stipulando un'alleanza con i Franchi, i quali avrebbero dovuto invadere il regno longobardo in cooperazione con le esigue truppe bizantine. Il re dei Franchi Childeberto II invase una prima volta il territorio longobardo nel 584, ma i Longobardi riuscirono a ottenere il suo ritiro pagando un tributo. Fu proprio a causa di questa incursione che i Longobardi si risolsero a eleggere un nuovo re in Autari dopo dieci anni di interregno e di anarchia («periodo dei Duchi»). Una seconda invasione franca, avvenuta l'anno successivo, non diede frutti a causa della disunione dell'esercito invasore. Nel frattempo Autari espugnò Brescello; il castrum era difeso da Droctulfo, un duca longobardo passato al servizio dell'Impero, che intorno al 585 riuscì a recuperare per Bisanzio Civitas Classis, il porto di Ravenna. Nello stesso anno l'esarca Smaragdo, messo in difficoltà dalla sconfitta dei Franchi e dall'offensiva longobarda, firmò una prima tregua, di durata triennale, con i Longobardi. Nel 588 i Franchi invasero una terza volta il regno longobardo venendo però sonoramente sconfitti dall'esercito di Autari, che nello stesso anno attaccò anche i possedimenti imperiali espugnando l'enclave bizantina dell'Isola Comacina.
Intanto, in materia religiosa, si consumava proprio in quegli anni una profonda crisi nota come Scisma dei tre capitoli. Il contrasto era causato dalla condanna, in occasione del Quinto concilio ecumenico, nel 551 da parte dell'Imperatore Giustiniano I, degli scritti di tre teologi orientali, accusati di essere vicini al nestorianesimo. Roma si era adeguata al volere imperiale, ma in Italia gli arcivescovi di Milano e di Aquileia si rifiutarono di obbedire e non si considerarono più in comunione con i vescovi che avevano accettato la decisione imperiale. Milano ritornò, poco dopo, sui suoi passi, ma Aquileia restò ferma nei suoi propositi, proclamandosi Patriarcato e i Longobardi ne approfittarono appoggiando il patriarca aquileiense. Nel 587 la questione esplose quando il Patriarca di Aquileia venne fatto arrestare a Grado, dove aveva la propria sede, insieme ad alcuni vescovi istriani, per ordine dell'esarca Smaragdo, e poi imprigionato a Ravenna per circa un anno, dove fu costretto a ritornare all'ubbidienza. Una volta liberato e rientrato a Grado, egli tornò però a ribellarsi, fomentando le contestazioni dei vescovi dipendenti del Patriarcato di Aquileia per l'atteggiamento di Smaragdo e l'esarca venne richiamato a Costantinopoli.
Al suo posto si insediò Giuliano che, molto probabilmente, restò in carica per pochi mesi.

### Il pontificato di Gregorio I

I territori bizantini agli inizi del VII secolo, dopo le conquiste del sovrano longobardo Agilulfo.

Dopo Giuliano, la carica di esarca venne assunta da Romano, il quale riprese le operazioni belliche contro i Longobardi. Nel 590 fu stretta un'alleanza con i Franchi di Childeberto II, allo scopo di annientare i Longobardi. Il re franco inviò in Italia un esercito, di cui una parte si diresse verso Verona, mentre i Bizantini, guidati dall'esarca, attaccavano i Longobardi conquistando Altino, Modena e Mantova e ottenendo la sottomissione dei duchi longobardi di Parma, Reggio e Piacenza. Dopo gli iniziali successi, però, proprio quando i Longobardi erano sul punto di cedere, all'improvviso i Franchi rientrarono in patria, per poi non tornare più sul campo di guerra; secondo la Historia Francorum di Gregorio di Tours furono costretti al ritiro da una epidemia di dissenteria. L'esarca continuò comunque l'offensiva ottenendo la sottomissione del duca del Friuli Gisulfo, mentre le truppe bizantine, coadiuvate da mercenari longobardi sotto il comando del loro connazionale Nordulfo, riconquistarono diverse città. Con la ritirata dei Franchi, tuttavia, non era possibile assediare Pavia e per tale motivo Romano scrisse una lettera piena di sdegno a re Childeberto II con la quale lo pregava di rispedire in Italia l'esercito franco per riprendere la campagna da dove era stata interrotta, alla condizione che i suoi guerrieri si astenessero questa volta dal compiere saccheggi e deportazioni ai danni delle popolazioni italiche e dall'incendiare gli edifici e che anzi fossero restituiti i prigionieri della precedente campagna. La lettera si rivelò però inutile: infatti i Franchi non ritornarono più sul campo di battaglia e così sfumò per Bisanzio l'ultima occasione per scacciare i Longobardi e ricostituire l'unità della penisola. L'esarcato recuperò un po' di terreno, ma i limitati successi conseguiti furono effimeri: infatti i duchi sottomessisi tornarono in breve tempo fedeli al nuovo re longobardo Agilulfo, eletto nel 591 in seguito alla morte del suo predecessore Autari nell'anno precedente, e le città recuperate andarono di nuovo perdute all'inizio del VII secolo.
Nel frattempo nel 590 era asceso al soglio pontificio papa Gregorio I, il quale, vista la latitanza del potere imperiale (che gli negava ogni aiuto concreto nella difesa di Roma), fin dal principio prese delle iniziative che andavano al di là delle proprie competenze giurisdizionali, ad esempio avviando, contro il consenso dell'esarca, delle trattative di pace con i Longobardi, in modo da alleviare le sofferenze alla popolazione romana: iniziava così l'attività politica e temporale della chiesa di Roma. Nel 591, inoltre, il duca di Spoleto, Ariulfo, appena asceso al ducato, iniziò a condurre una politica espansionistica a danni dei Bizantini, conquistando le città del corridoio umbro che collegava Roma con Ravenna per poi assediare nel 592 la Città Eterna stessa, da cui si ritirò solo dopo aver estorto alla città attaccata un tributo (pagato dal pontefice a proprie spese); nel frattempo anche Napoli era minacciata dai Longobardi di Benevento. Romano non intervenne in soccorso di Roma, nonostante le richieste di aiuto di papa Gregorio I, il quale, dopo l'assedio, scrisse all'arcivescovo di Ravenna, Giovanni, lamentandosi per il comportamento dell'esarca, che «rifiuta di combattere i nostri nemici e vieta a noi di concludere la pace». I contrasti tra Gregorio e Romano furono però anche di natura religiosa, dato che l'esarca fin dal 591 attuò una politica conciliante nei confronti degli scismatici di Aquileia, contrariamente alle volontà del pontefice.

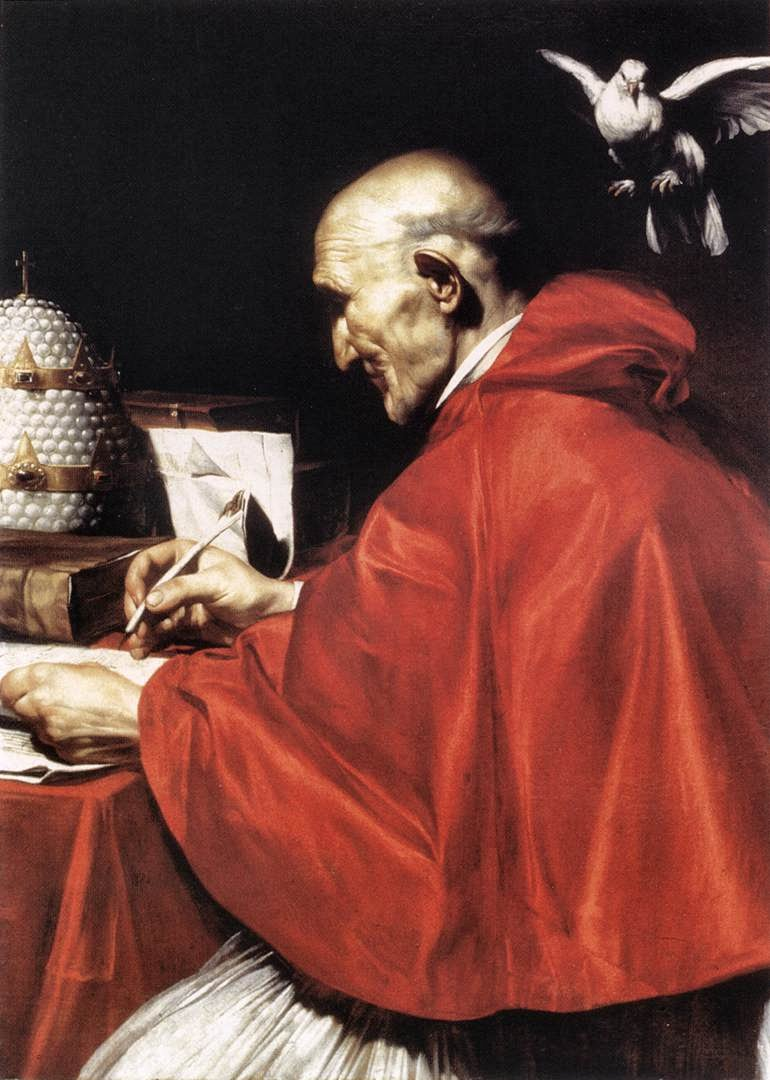
Papa Gregorio I fu uno degli oppositori alla politica dell'esarca Romano.

Nel 592 Romano, venuto a conoscenza che papa Gregorio era in trattative con il Ducato di Spoleto per una pace separata, si mosse per rompere le trattative, un po' perché non tollerava l'insubordinazione del Pontefice, che stava trattando con il nemico senza alcuna autorizzazione imperiale, un po' perché concludere la pace in quel momento avrebbe riconosciuto il corridoio umbro in mani longobarde, cosa che l'esarca non intendeva che accadesse. Verso la fine del 592, quindi, l'esarca, partendo da Ravenna, raggiunse via mare Roma e dalla Città Eterna partì alla riconquista delle città del Corridoio umbro: dopo una breve campagna, riuscì a liberarle. Questa iniziativa, come previsto, ruppe le trattative di pace che papa Gregorio aveva avviato con i Longobardi, provocando un ulteriore peggioramento dei rapporti con il pontefice, che si lamentò in seguito del comportamento dell'esarca, che aveva impedito che si giungesse a una tregua «senza alcun dispendio per l'Impero» con i Longobardi. La campagna di Romano non generò però solo lo sdegno del pontefice, ma anche la reazione di re Agilulfo, che nel 593 da Pavia marciò in direzione di Perugia, dove giustiziò il duca longobardo traditore Maurisione, reo di aver consegnato la città all'Impero, e poi assediò Roma, da cui si ritirò solo dopo aver estorto un tributo di 5 000 libbre d'oro. In ogni caso Perugia fu riconquistata dalle truppe imperiali subito dopo, forse nel 594.
Papa Gregorio continuò ad insistere per una pace, cercando di convincere Severo, uno dei funzionari (con la carica di scolastico) di Romano, a persuadere l'esarca a firmare una tregua con i Longobardi, ma senza alcun risultato apprezzabile; anzi, i suoi tentativi subirono la disapprovazione dell'Imperatore Maurizio che in una lettera offese il pontefice definendolo un ingenuo nel ritenere che il duca di Spoleto Ariulfo avesse davvero intenzione di passare al servizio dell'Impero; nella risposta piccata, Gregorio consigliò a Maurizio di guardarsi dai cattivi consiglieri, che stavano trascinando l'Italia verso la rovina, e di cercare piuttosto un accordo con gli invasori. Frustrato per il fallimento dei suoi sforzi, papa Gregorio, in una lettera scritta al vescovo di Sirmio nella prima metà del 596, si lamentò dell'esarca Romano, «la cui malizia è persino peggiore delle spade dei Longobardi, tanto che i nemici che ci massacrano sembrano miti in comparazione con i giudici della Repubblica che ci consumano con la rapina». Nel frattempo, nello stesso anno, i Longobardi di Benevento devastarono la Campania e il Bruzio, facendo molti prigionieri che dovettero essere riscattati a proprie spese dal pontefice.
Dopo la morte di Romano (596), divenne esarca Callinico, il quale si mostrò molto più malleabile del predecessore. Con lui, grazie alla mediazione di papa Gregorio, si arrivò nel 598 a una tregua, seppur "armata", di durata biennale, con il re longobardo Agilulfo. Nel 601, tuttavia, l'esarca approfittò della ribellione dei duchi longobardi del Friuli e di Trento, catturando la figlia del re insieme ad altri familiari. I Longobardi reagirono prontamente e conquistarono Mantova, Cremona, Padova e Monselice.
Nel 603 Smaragdo ritornò al governo di Ravenna e appoggiò nuovamente il Papa nella lotta contro gli scismatici tricapitolini. Il nuovo esarca, non potendosi attendere aiuti da Oriente, non poté far altro che stringere una tregua contro i Longobardi che venne rinnovata di anno in anno fino alla fine del regno di Agilulfo. Nel frattempo, nel 604, morì papa Gregorio.

### Regni di Foca e di Eraclio

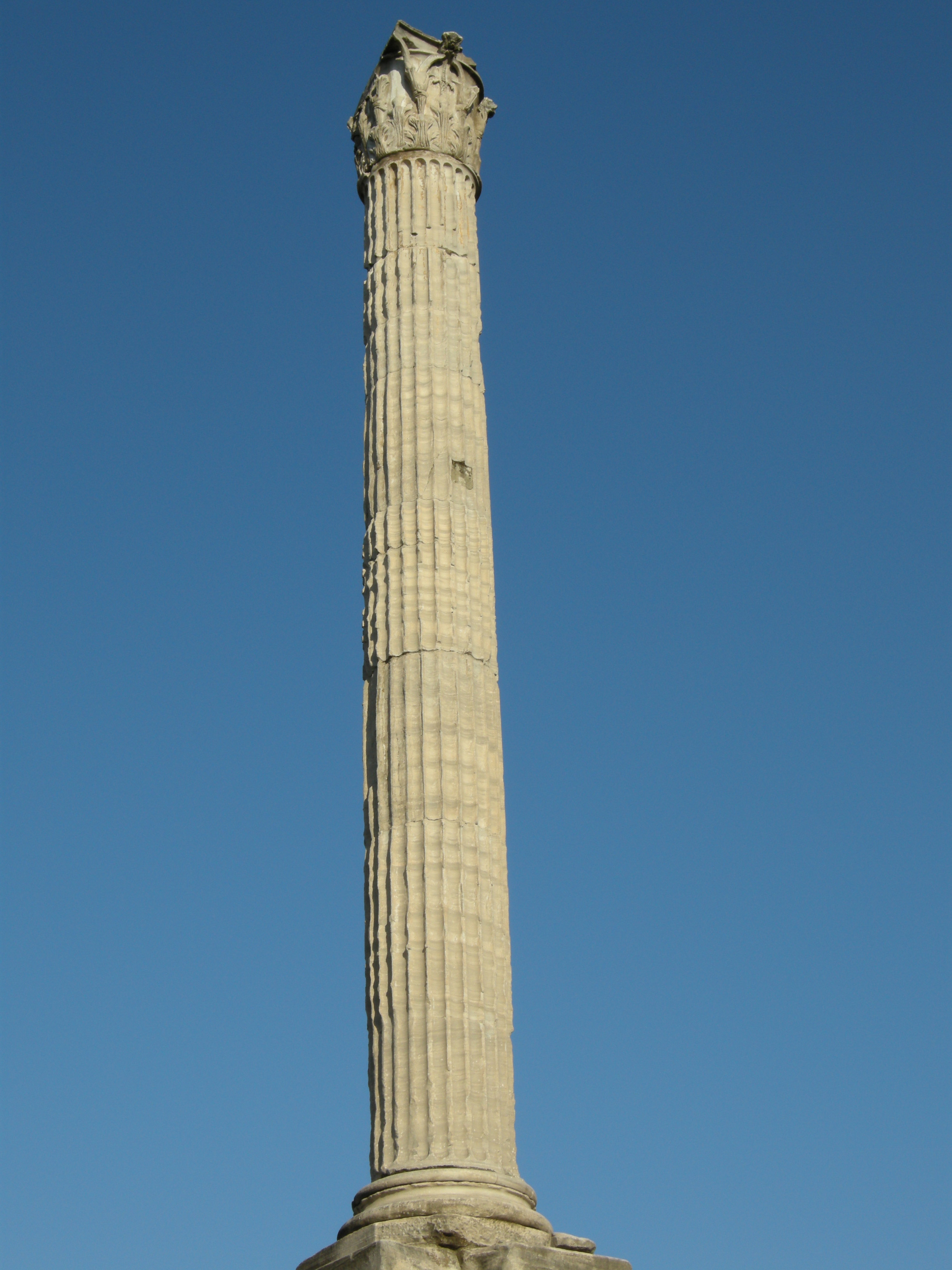
La colonna di Foca, sulla cui sommità un tempo si trovava una statua dell'imperatore.

Nel 605, scaduta la tregua biennale, i Longobardi occuparono Bagnoregio e Orvieto, dopodiché la tregua fu rinnovata per un anno e, scaduta questa, per altri tre anni.
Nel 606, attraverso l'intervento di Smaragdo, fu eletto a Grado un nuovo Patriarca, favorevole a Roma: questo evento provocò un ulteriore frattura nella Chiesa, con l'elezione ad Aquileia di un altro patriarca che sposava ancora le tesi scismatiche, spalleggiato dai Longobardi. Benché lo scisma fosse ricomposto verso la fine del VII secolo, infatti, la separazione tra i due patriarcati delle Venezie sarebbe stata destinata a durare per molti secoli.
Smaragdo rimase in carica fino ad almeno al 608, quando è attestato per l'ultima volta nelle fonti (epigrafe CIL VI, 1200, riguardante la dedica di una statua in onore di Foca a Roma); si ritiene che fu sostituito, sotto Foca o sotto Eraclio, da un certo Fozio, di cui non si sa altro. Nel frattempo a Bisanzio Eraclio I, deposto Foca, divenne Imperatore romano. Questi avviò una serie di riforme che cambiarono in modo notevole la fisionomia dello Stato romano-orientale, tanto che nel 629 la stessa titolatura imperiale mutò da Imperator Caesar Augustus - Aυτοκράτωρ Kαîσαρ Aΰγουστος (Imperatore Cesare Augusto) a Bασιλεύς (Re). A Ravenna, sotto il regno di Eraclio, divennero esarchi, in successione, Giovanni, Eleuterio e Isacio.
L'esarca Giovanni continuò a rinnovare la pace con i Longobardi. Il mancato pagamento del soldo provocò tuttavia una grave sommossa dell'esercito a Ravenna nel 616, a cui dovette forse prendere parte anche la popolazione, inasprita dall'eccessivo fiscalismo, che cagionò l'assassinio dell'esarca Giovanni. Quasi contemporaneamente anche Napoli si rivoltava, eleggendo un sovrano autonomo da Bisanzio, Giovanni Consino. L'Imperatore Eraclio reagì immediatamente: inviò il suo cubiculario Eleuterio, nominato esarca, con un esiguo esercito per soffocare le sedizioni in Italia. Repressa con estrema durezza la rivolta di Ravenna, giustiziando i facinorosi, l'esarca si mosse con l'esercito in direzione di Napoli e, dopo aver effettuato una sosta a Roma, dove fu ricevuto calorosamente da papa Adeodato I, stroncò anche la rivolta napoletana di Giovanni Consino, giustiziato, insieme ai suoi seguaci, per ordine di Eleuterio.
Ritornato a Ravenna, pagò ai soldati la roga, ovvero il soldo arretrato, e, secondo il biografo di papa Adeodato, ciò determinò il ritorno della pace in Italia, segno che le sommosse erano dovute a un ritardo nelle paghe. Dopo aver represso le rivolte interne, tra il 617 e il 619 Eleuterio passò all'offensiva contro i Longobardi, ritenendo presumibilmente che stessero attraversando un periodo di particolare vulnerabilità a causa della morte di re Agilulfo a cui era succeduto nel 616 il figlio minorenne Adaloaldo sotto la reggenza della madre Teodolinda; tuttavia l'esarca venne sconfitto ripetutamente dal duca Sundrarit e si vide costretto a pagare un tributo di 500 libbre d'oro in cambio della pace. Nel 619, poco prima dell'ordinazione del nuovo pontefice Bonifacio V, Eleuterio decise di usurpare la porpora, proclamandosi Imperatore romano d'Occidente: secondo lo studioso Bertolini, l'intento dell'esarca ribelle era quello di «ridare all'Italia un impero indipendente, pari di rango all'impero in Oriente», anche se non si può escludere, come sostiene T.S. Brown, che «le sue ambizioni contemplassero soltanto l'instaurazione, nell'Italia bizantina, di un governo autonomo». All'epoca era prassi che il nuovo imperatore fosse incoronato da un esponente del clero, ma l'arcivescovo di Ravenna Giovanni IV, da cui Eleuterio intendeva farsi incoronare, evitò di assumersi questa responsabilità, forse nel timore di incorrere nell'ira di Eraclio nel caso l'usurpazione fosse stata repressa, consigliando piuttosto all'esarca ribelle di farsi incoronare dal papa nell'antica Caput Mundi. Questa ricostruzione dei fatti è stata però contestata dal Bertolini, per il quale «l'incoronazione da parte di un vescovo - fosse anche quello di Ravenna o quello di Roma - non avrebbe avuto, perché del tutto estranea alle tradizioni costituzionali dell'Impero, la capacità giuridica di legittimare un'usurpazione». Secondo il Bertolini l'arcivescovo ravennate avrebbe consigliato a Eleuterio di recarsi a Roma per ottenere il riconoscimento dal senato romano che aveva la «capacità giuridica di convalidare la proclamazione di un nuovo imperatore». Tuttavia non è certo che nel 619 a Roma esistesse ancora il senato, istituzione ormai in piena dissoluzione già verso la fine del VI secolo e attestata per l'ultima volta nel 603. In ogni caso Eleuterio, accogliendo il consiglio, iniziò i preparativi per il viaggio. Secondo lo studioso Classen, si trattava della «prima marcia di incoronazione a Roma della storia del mondo». Durante la marcia verso l'Urbe, tuttavia, l'esarca ribelle fu ucciso nei pressi di Castrum Luceolis (fortezza posta tra Gubbio e Cagli) da soldati rimasti fedeli a Eraclio.

L'esarcato alla metà del VII secolo, dopo le conquiste del longobardo Rotari.

Dopo un breve periodo dal 619 al 625 in cui fu forse esarca il "patrizio Gregorio" che secondo Paolo Diacono si rese reo dell'uccisione proditoria dei duchi del Friuli Tasone e Caco, nel 625 giunse a Ravenna un nuovo esarca, Isacio, di stirpe armena, probabilmente appartenente alla casata dei Kamsarakan. Appena arrivato, l'esarca ricevette un'epistola da papa Onorio I, che gli chiedeva di aiutare il re longobardo Adaloaldo a recuperare il trono usurpatogli da Arioaldo, ma l'esarca decise di rimanere neutrale, favorendo Arioaldo, che così poté mantenere il trono. Secondo una notizia di dubbia attendibilità del cronista dei Franchi Fredegario, intorno al 630 Arioaldo contattò Isacio, chiedendogli di uccidere proditoriamente il duca ribelle di Tuscia Tasone in cambio della riduzione del tributo che l'esarcato doveva versare ai Longobardi da tre a due centenaria. Isacio, allora, contattò Tasone offrendogli un'alleanza e con tale pretesto riuscì ad attirarlo a Ravenna dove il duca ribelle, venuto disarmato, fu proditoriamente assalito e ucciso dai soldati dell'esarca; Arioaldo, soddisfatto del risultato, mantenne la promessa della riduzione del tributo. Il racconto di Fredegario, tuttavia, è ritenuto sospetto in quanto molto simile, seppur con delle differenze, all'episodio dell'uccisione dei duchi del Friuli Tasone e Caco ordita a Oderzo (nel Veneto) dal patrizio Gregorio tra il 619 e il 625 narrato da Paolo Diacono.
Sotto Isacio si ebbe un nuovo inasprimento delle tensioni con la Chiesa romana: Eraclio, in quegli anni, aveva infatti promulgato l'Ekthesis, cioè un editto con cui l'imperatore interveniva nelle dispute cristologiche sancendo la duplice natura umana e divina del Cristo, ma l'unicità della sua volontà, il Monotelismo. Il provvedimento aveva incontrato gravi resistenze in Occidente e Isacio reagì in materia brutale. Nel 640, sfruttando il malcontento dei soldati per i forti ritardi della paga, il chartularius Maurizio istigò i militari a fare rappresaglia contro il Pontefice, accusato di aver sottratto il compenso dovuto, e quindi, dopo tre giorni di assedio, fu sequestrato il tesoro della Chiesa romana custodito nel Laterano. Poco dopo arrivò a Roma anche Isacio, che bandì alcuni ecclesiastici, fece l'inventario del tesoro sequestrato e lo inviò in parte a Costantinopoli ad Eraclio e parte lo tenne per sé. In seguito (intorno al 642), Isacio dovette fronteggiare la rivolta a Roma dello stesso Maurizio, che ottenne l'appoggio dei soldati nelle fortezze circostanti accusando l'esarca di avere l'intenzione di usurpare la porpora. Isacio inviò il sacellario e magister militum Dono nella Città Eterna per sedare la rivolta, missione coronata dal successo: Maurizio, abbandonato dai suoi stessi uomini, fu catturato a Roma nella Chiesa di S. Maria Ad Praesepe e, per ordine dell'esarca, decapitato a Ficocle (odierna Cervia) e la sua testa esposta al circo di Ravenna. Gli altri prigionieri, messi in carcere in attesa di conoscere la loro pena, si salvarono grazie all'improvvisa morte dell'esarca (avvenuta, secondo la testimonianza ostile del Liber pontificalis, per intervento divino), che determinò la loro liberazione. È possibile che Isacio sia stato ucciso dai Longobardi durante la battaglia dello Scultenna nel 643 (si veda più sotto).
Nel frattempo, con l'ascesa al trono di re Rotari, avvenuta nel 636, a settentrione cresceva la pressione longobarda. Rotari attaccò ed espugnò nel 639 Oderzo e Altino, le ultime città nell'entroterra veneto ancora in mano bizantina, costringendo gli abitanti di Oderzo a trasferirsi a Eraclea, mentre quelli di Altino a Torcello. Nel 643 Rotari attaccò l'esarcato e, secondo Paolo Diacono, inflisse nella battaglia dello Scultenna una grave sconfitta all'esercito bizantino, anche se la critica storiografica moderna tende a ridimensionare l'impatto della vittoria longobarda sulla base del fatto che i Bizantini, nonostante la disfatta, riuscirono a fermare l'avanzata del re longobardo verso Ravenna impedendogli di conquistare l'Esarcato. Il vuoto di potere creatosi nell'Italia bizantina in seguito alla battaglia (e alla probabile morte dell'esarca) permise comunque a Rotari di occupare la Liguria bizantina negli ultimi mesi del 643.

### Il regno di Costante II

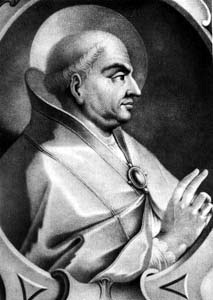
Papa Martino I, per essersi opposto alla politica religiosa dell'Imperatore Costante II, fu processato per alto tradimento e condannato all'esilio a Cherson.

Morti Eraclio e i suoi immediati successori e diventato imperatore Costante II, questi nel 648 emanò in materia religiosa il Typos, con il quale aboliva l'editto eracliano, ma allo stesso tempo vietava le discussioni cristologiche. La Chiesa romana si oppose e, in occasione del Concilio svoltosi dal 5 al 31 ottobre 649 nella Basilica lateranense, papa Martino I condannò il Monotelismo e i due editti imperiali. Costante reagì inviando l'esarca Olimpio in Italia con l'incarico di arrestare il papa e di imporre con la forza il Typos: tuttavia l'esarca non riuscì nel suo intento, anche a causa del mancato appoggio dell'esercito di stanza in Italia. Dopo essersi riappacificato con il pontefice, Olimpio si rivoltò staccando l'Italia dal resto dell'Impero, approfittando del clima di dissenso diffusosi nella penisola nei confronti della politica religiosa imperiale favorevole al monotelismo. Tuttavia nel 652, secondo quanto narra il Liber pontificalis, Olimpio morì a causa di una pestilenza mentre si apprestava ad affrontare gli Arabi in Sicilia, anche se l'attendibilità di tale notizia è stata messa in dubbio da alcuni studiosi (segnatamente Stratos) che la ritengono una interpolazione, sulla base del fatto che la Sicilia era al di fuori della giurisdizione dell'esarca e che la presunta incursione araba nell'isola del 652, oltre ad apparire troppo prematura, non è attestata da altre fonti. In ogni caso, dopo la morte di Olimpio, l'imperatore Costante inviò l'esarca Teodoro Calliope con la missione di procedere alla deposizione e all'arresto di papa Martino e all'elezione di un nuovo pontefice gradito alla corte imperiale; il nuovo esarca, forte del supporto dell'esercito ravennate, nel giugno 653 arrivò a Roma e nel giro di due giorni riuscì nell'intento di deporre e di arrestare il pontefice nella Basilica del Laterano che fu occupata e devastata dalle sue truppe. Martino, dopo essere stato incarcerato e aver subito pesanti umiliazioni, fu imbarcato per Costantinopoli dove giunse nel settembre 653; processato dal Senato bizantino con l'accusa di alto tradimento per non aver preso le debite distanze dall'usurpatore Olimpio, fu inizialmente condannato a morte, ma la pena fu sospesa e commutata in esilio perpetuo a Cherson.
Nel 663 lo stesso Costante sbarcò con un esercito a Taranto per muovere guerra contro i Longobardi invadendo il ducato di Benevento: dopo aver preso e raso al suolo Lucera e un tentativo fallito di espugnare Acerenzia, assediò la città di Benevento. Tuttavia in soccorso della città intervenne il re longobardo Grimoaldo, che costrinse Costante a levare l'assedio e a ripiegare verso Napoli; da qui il Basileus lanciò un'ultima offensiva contro i Longobardi inviando il generale Saburro contro il duca di Benevento Romualdo, che riuscì però a infliggere una decisiva sconfitta ai Bizantini nella battaglia di Forino, in seguito alla quale le velleitarie aspirazioni di riconquista di Costante tramontarono. Da Napoli, l'imperatore si diresse quindi verso Roma, dove fu accolto dal nuovo Papa e dai romani - era la prima volta dalla caduta dell'Impero d'Occidente che un Imperatore romano rimetteva piede nell'antica capitale -, fermandovisi una dozzina di giorni prima di tornare a Napoli e infine muovere verso Siracusa, dove pose la sua residenza, con lo scopo di controllare meglio i movimenti degli arabi.
A Siracusa Costante II continuò a perseguire una politica ostile alla Chiesa Romana: l'incrementata pressione fiscale colpì molto duramente le estese proprietà terriere del Papato, e inoltre nel 666 l'Imperatore emanò un diploma a favore dell'arcivescovo di Ravenna Mauro in cui veniva concessa alla Chiesa Ravennate l'autocefalia (cioè la separazione dalla giurisdizione della Sede apostolica). Per il suo governo autoritario e per l'aumento eccessivo delle tasse, oltre ovviamente per la sua politica religiosa e fiscale ostile alla Chiesa Romana, Costante si rese impopolare e nel 668 venne organizzata una congiura che lo assassinò. I cospiratori proclamarono imperatore Mecezio, il quale tuttavia fu rapidamente rovesciato e giustiziato dalle truppe rimaste fedeli al figlio e legittimo successore di Costante, Costantino IV, che secondo le fonti greche avrebbe condotto di persona la spedizione in Sicilia per deporre l'usurpatore. Tuttavia fonti latine quasi contemporanee come il Liber Pontificalis non fanno la minima menzione alla partecipazione diretta dell'Imperatore alla spedizione siciliana e sostengono che Mecezio venne detronizzato da truppe provenienti dall'Italia, dalla Sardegna e dall'Africa. Sulla base delle fonti latine, gli storici moderni ritengono che la rivolta di Mecezio sia stata sedata dall'esarca e non da Costantino IV.

### L'inizio della crisi

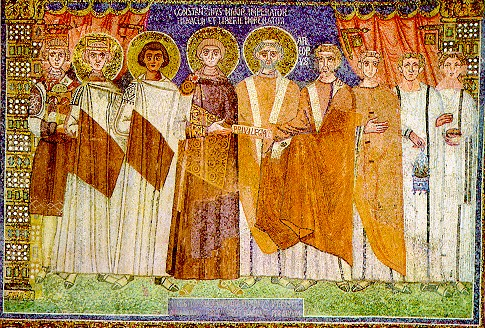
Mosaico di Sant'Apollinare in Classe a Ravenna, rappresentante l'imperatore Costantino IV (centro), il figlio e i fratelli. Da sinistra a destra: Giustiniano II, i due fratelli, Costantino IV, due arcivescovi di Ravenna e tre diaconi.

Sotto il successore Costantino IV l'Impero bizantino si trovò in una lotta mortale contro gli Arabi e i Bulgari. Nel frattempo i rapporti tra la Chiesa Romana e Costantinopoli, deterioratisi durante il regno di Costante, migliorarono: l'Imperatore infatti revocò tra il 676 e il 678 l'autocefalia, concessa alla Chiesa Ravennate da Costante nel 666 nel tentativo di togliere poteri al Papato, e nel 680 con il Sesto Concilio Ecumenico convocato dall'Imperatore venne condannato il monotelismo. Sempre nel 680 venne sottoscritto un trattato di pace con il regno longobardo con il quale per la prima volta i Bizantini riconoscevano ai Longobardi il possesso dei territori da essi occupati in Italia.
La pace del 680 tuttavia non impedì ai Longobardi di Benevento di espandersi a danno dei Bizantini: nel 687 un esercito longobardo condotto dal duca di Benevento Romualdo I valicò il fiume Bradano, zona di confine tra i due stati, invadendo il ducato di Calabria; nel corso dell'offensiva fu sottomessa gran parte della Puglia bizantina, comprese le città di Brindisi e Taranto, lasciando in mano bizantina le sole città di Otranto e Gallipoli nonché il Bruzio meridionale.
Poco è noto degli esarchi in carica sotto Costantino IV e anche le date dei loro mandati sono ipotetiche. Si può presumere che Gregorio, l'esarca menzionato nel diploma del 666 con cui Costante II aveva concesso l'autocefalia alla Chiesa Ravennate, fosse rimasto in carica nei primi anni di regno di Costantino IV, succeduto forse intorno al 678 da Teodoro; quest'ultimo rimase in carica fino al 687.
Con Giustiniano II, salito al potere nel 685, i rapporti con il Pontefice romano tornarono a deteriorarsi. Nel 687 il nuovo esarca Giovanni Platyn rimase coinvolto nelle lotte per l'elezione del Papa, tentando di manipolare il conclave in modo che la scelta del nuovo pontefice ricadesse su Pasquale, che gli aveva promesso in cambio 100 libbre d’oro. I suoi tentativi di influire sull'elezione non funzionarono: essendosi divisi gli elettori tra due candidati (Pasquale e Teodoro), fu eletto Papa un altro candidato, Sergio. Su richiesta di Pasquale, l'esarca giunse a Roma ma non poté cambiare la decisione: non volendo però rinunciare alle 100 libbre d'oro promesse, costrinse Sergio a pagare la somma promessa da Pasquale in cambio del riconoscimento.
Il contrasto tra Giustiniano II e il Papato divenne evidente a seguito delle decisioni adottate dal Concilio Trullano in antitesi con il culto occidentale, riguardanti il matrimonio del clero e il digiuno del sabato. Dopo l'opposizione di papa Sergio I, nel 692 l'imperatore inviò il protospatario Zaccaria per catturarlo e portarlo a Costantinopoli, similmente a quanto successo a Martino I alcuni decenni prima. Alla notizia, gli eserciti esarcali si opposero marciando su Roma e prendendo d'assalto la residenza papale; Zaccaria, temendo di essere ucciso dalle truppe insorte, finì per chiedere protezione al Pontefice, arrivando addirittura a nascondersi sotto il suo letto secondo la testimonianza di parte del Liber Pontificalis; il papa calmò i soldati sventando così l'uccisione del protospatario che fu costretto però a lasciare l'Urbe senza essere riuscito a portare a termine la missione.
Nel 701 divenne esarca Teofilatto, contro cui si rivoltarono gli eserciti italiani, forse per motivazioni di natura economica. In difesa dell'esarca, in quel momento a Roma, si schierò papa Giovanni VI, che riuscì a calmare i ribelli, permettendo a Teofilatto di raggiungere Ravenna. Nel frattempo, nel 702, ebbe luogo un'offensiva da parte dei Longobardi del duca beneventano Gisulfo che conquistò tre città del Lazio (Sora, Arpino e Arce), minacciando la stessa Roma; il Papa riuscì a spingerlo al ritiro, ma le tre città conquistate rimasero in mano longobarda.
Nel frattempo, il nuovo arcivescovo di Ravenna, Felice, si recò a Roma (aprile 709) per ricevervi la consacrazione del pontefice, rifiutandosi tuttavia di sottoscrivere la cautio e la indiculum iuramenti. Questo episodio è da ricollegare alla disputa tra le chiese romana e ravennate dovuta alla volontà della seconda di sottrarsi alla giurisdizione della prima. Secondo il Liber pontificalis, l'arcivescovo ravennate subì «per giudizio divino e per sentenza del principe degli Apostoli Pietro» la giusta punizione per la superbia e l'insubordinazione mostrate in quell'occasione nei confronti del Pontefice, venendo deportato a Costantinopoli e poi accecato, nel corso della repressione spietata contro i Ravennati ordinata dall'Imperatore Giustiniano II.
Non c'è un consenso unanime sulle motivazioni che spinsero Giustiniano II a ordinare la repressione contro Ravenna. Il Liber Pontificalis, nel seguito della narrazione, riporta che l'esarca Giovanni Rizocopo, dopo aver incontrato papa Costantino (708-715) a Napoli nell'ottobre 710 e aver ucciso a Roma quattro dignitari ecclesiastici per punire la Chiesa Romana per l'insubordinazione alla politica religiosa imperiale in seguito al Concilio Quinisesto, una volta ritornato a Ravenna, pagò per «giudizio divino» le iniquità da poco commesse andando incontro a una «turpissima morte»; probabilmente fu linciato nel corso di una rivolta popolare a Ravenna. Alcuni studiosi collocano la spedizione punitiva dopo l'assassinio di Rizocopo, e ritengono che la motivazione fosse quella di punire la popolazione per aver linciato l'esarca. Altri studiosi invece collocano l'assassinio di Giovanni Rizocopo dopo la spedizione punitiva, connettendola alla rivolta di Giorgio, e motivano la repressione spietata con la volontà di punire la Chiesa di Ravenna per l'insubordinazione alla politica religiosa imperiale: Giustiniano II, intendendo mantenere l'appoggio papale, avrebbe voluto punire i Ravennati sia per la pretesa all'autocefalia, sia per l'insubordinazione mostrata all'epoca di Zaccaria, allorquando si schierarono dalla parte del Pontefice, impedendo l'arresto e la deportazione in Oriente di papa Sergio I.
Qualunque fossero state le motivazioni, l'Imperatore ordinò a Teodoro, stratego della Sicilia, di raggiungere Ravenna con la flotta, appoggiata anche da navi venetiche e illiriche, per compiere la spedizione punitiva. Costui, una volta approdato, invitò numerosi aristocratici locali in un banchetto in senso di amicizia, ma questi, attirati con l'inganno nelle navi, furono qui arrestati e portati a Costantinopoli, dove vennero tutti uccisi meno l'Arcivescovo, quest'ultimo accecato. Ravenna, si narra, fu saccheggiata dalle milizie bizantine. Subito dopo la partenza della flotta bizantina, nel 711 la popolazione ravennate insorse condotta da un certo Giorgio, e la rivolta si estese rapidamente alle città di Forlì, Forlimpopoli, Cervia e altre città limitrofe. Non è noto come ebbe termine la rivolta, ma Ravenna era già tornata all'obbedienza alcuni mesi dopo, quando la testa dell'Imperatore Giustiniano II, detronizzato e fatto giustiziare dal nuovo imperatore Filippico Bardane, fu fatta sfilare per le strade della capitale dell'esarcato.
Nel 711/713 fu invece la popolazione di Roma a insorgere, a causa dell'appoggio al monotelismo da parte del nuovo imperatore Filippico: alla rivolta aderì persino il dux bizantino di Roma, Cristoforo, per cui Filippico fu costretto ad inviare un nuovo duca, Pietro, nel tentativo di sopprimere la rivolta. L'esercito e il popolo romano, condotto dal duca ribelle Cristoforo, riuscì però a sconfiggere in battaglia Pietro e le milizie rimaste fedeli all'Imperatore. Quando nel 713 Filippico fu detronizzato a causa di una rivolta, il nuovo imperatore Anastasio II abolì il monotelismo e inviò a Roma un nuovo esarca, Scolastico, il quale riuscì a porre fine all'insurrezione promettendo che nel caso la rivolta fosse cessata gli abitanti di Roma non sarebbero stati puniti per l'insubordinazione; Scolastico, inoltre, nominò duca di Roma il Pietro già citato in precedenza.
Questi continui episodi di rivolta dimostrano come a partire dalla seconda metà del VII secolo, le tendenze autonomistiche delle aristocrazie locali e il sempre maggior ruolo politico temporale della Chiesa di Roma avessero portato ad un progressivo indebolimento dell'autorità imperiale in Italia.

### La caduta dell'Esarcato

I possedimenti italici nel 744.

Durante il regno dell'Imperatore Leone III, asceso nel 717, la crisi si aggravò. Da un lato nel 712 era asceso al trono longobardo Liutprando, che si prefissò l'obiettivo di unificare l'Italia sotto il suo dominio scacciandone i Bizantini e sottomettendo i ducati autonomi della Langobardia Minor; dall'altro l'autorità e il prestigio dell'esarca si stavano gradualmente indebolendo, perdendo l'effettivo controllo degli eserciti e del territorio. L'Italia bizantina si era ormai frammentata in una serie di ducati autonomi al di fuori del controllo effettivo dell'esarca. Contrasti di natura fiscale e religiosa tra Papato e Bisanzio accelerarono il disfacimento dell'esarcato. Le armate, reclutate tra la popolazione locale, tendevano a prendere le difese del pontefice, e non esitarono a rivoltarsi all'esarca qualora questi tramasse un complotto ai danni del Papato. Il pontefice approfittò di questa confusa situazione per aumentare la sua influenza politica, ergendosi a protettore dell'esarcato dai Longobardi e ponendo le basi per la nascita del potere temporale della Chiesa.
Nel 717, mentre l'assedio arabo di Costantinopoli (poi fallito) era in corso, il nuovo re longobardo Liutprando invase l'esarcato saccheggiando Classe e assediando per breve tempo Ravenna. Contemporaneamente, il Duca di Spoleto occupò Narni mentre il Duca di Benevento si impadronì di Cuma. I colpi di mano portarono all'interruzione dei contatti tra Roma e gli altri possedimenti bizantini in Italia, ma gli esiti furono di breve durata: presto Liutprando si ritirò a nord con molti prigionieri, mentre il duca bizantino di Napoli Giovanni I, sollecitato dal pontefice, riconquistò Cuma.
Nel 725 Leone III entrò in forte conflitto con papa Gregorio II per ragioni di natura fiscale: l'imperatore aveva aumentato notevolmente le tasse, colpendo in particolare la Chiesa Romana che possedeva vastissime proprietà terriere. In seguito al rifiuto del pontefice di pagare le tasse, l'imperatore ordinò al duca di Roma e ai suoi sottoposti di complottare il suo assassinio. Il piano tuttavia fallì e l'esercito del ducato romano insorse in difesa del pontefice: dopo essersi alleati con i Longobardi di Tuscia e Spoleto, riuscirono poi a sconfiggere le truppe dell'esarca Paolo nei pressi del ponte Salario.
Nel 726 l'Imperatore Leone III proibì il culto delle immagini sacre, ma questo provvedimento incontrò una dura opposizione in Italia e, già in fermento per l'aumento delle tasse, gli eserciti della Venezia marittima, della Pentapoli e dell'Esarcato si ribellarono ed elessero loro capi. I ribelli intendevano proclamare un antimperatore e inviare una flotta a Costantinopoli per deporre Leone III e sostituirlo con il loro candidato, ma papa Gregorio II riuscì a farli desistere; forse il pontefice disperava del successo della possibile spedizione su Costantinopoli (considerato anche il fallimento di un analogo tentativo dei soldati del thema di Hellas l'anno prima) e non intendeva compromettere del tutto i rapporti con Bisanzio, conscio di averne bisogno per difendersi contro la minaccia longobarda. Le truppe bizantine fedeli all'Imperatore tentarono di deporre il Papa e di assassinarlo, ma non vi riuscirono a causa dell'opposizione delle truppe romane, rimaste fedeli al pontefice. Scoppiò una rivolta anche a Ravenna, nel corso della quale venne ucciso l'esarca Paolo: con l'intento di punire la popolazione per l'assassinio dell'esarca, Leone III inviò a Ravenna una flotta condotta dallo stratego di Sicilia Teodoro; tuttavia i Bizantini, sbarcati a Classe, subirono una completa disfatta per mano dell'esercito ravennate.
Nel 727 sbarcò a Napoli il nuovo esarca Eutichio, il quale però, a causa del mancato appoggio dell'esercito, non poté instaurare l'iconoclastia in Italia e fallì anche nel tentativo di assassinare il Papa. Nel frattempo, approfittando delle dispute religiose tra Impero e Chiesa, la pressione dei Longobardi sui territori dell'esarcato aumentò notevolmente. Liutprando attraversò il fiume Po e invase l'Esarcato occupando Bologna e minacciando Ravenna. Tra il 727 e il 728 si sottomisero a Liutprando diverse località fortificate dell'Emilia (Frignano, Monteveglio, Busseto, Persiceto) nonché Osimo, nella Pentapoli. Nel 728, nel quadro della sua campagna espansionista ai danni dei domini bizantini, occupò per circa cinque mesi le fortificazioni di Sutri, nella parte settentrionale del ducato romano. In seguito alle pressanti insistenze del papa Gregorio II, il re longobardo donò il borgo e alcuni castelli "agli apostoli Pietro e Paolo". Questo evento passò alla storia come Donazione di Sutri e pose le prime fondamenta per il potere temporale dei papi e la nascita dello Stato Pontificio.
Nel 729 Eutichio si alleò con il re longobardo Liutprando, dal quale strappò la promessa di un appoggio contro Gregorio II, in cambio del sostegno militare bizantino nella sottomissione dei ducati di Spoleto e di Benevento all'autorità del re. Liutprando ottenne la sottomissione dei duchi di Spoleto e di Benevento, per poi portarsi sotto le mura di Roma insieme alle truppe esarcali. Tuttavia Liutprando non mantenne del tutto i patti, impedendo a Eutichio di conseguire una vittoria completa su Gregorio II; piuttosto, il re longobardo fece da paciere tra il papa e l'esarca, permettendo così a Eutichio di riappacificarsi con il pontefice e di entrare a Roma, ma non dalla posizione di forza desiderata. Dopo aver represso con l'aiuto papale la rivolta nella Tuscia romana dell'usurpatore Tiberio Petasio, l'esarca si stabilì a Ravenna.
Con l'editto del 730 Leone ordinò la distruzione di tutte le icone religiose. Il decreto venne ancora una volta respinto dalla Chiesa di Roma e il nuovo papa Gregorio III nel novembre 731 riunì un sinodo apposito per condannarne il comportamento. Il Concilio, cui parteciparono 93 vescovi, stabilì la scomunica per chi avesse osato distruggere le icone. Il Papa tentò di inviare gli atti del Concilio a Leone III ma i suoi messi non riuscirono nemmeno a raggiungere Costantinopoli perché vennero arrestati. Come contromossa l'imperatore bizantino decise dapprima di inviare una flotta in Italia per reprimere ogni resistenza nella penisola, ma questa affondò; successivamente, per danneggiare gli interessi della Chiesa di Roma, ne confiscò le proprietà terriere in Sicilia e Calabria; in seguito, con lo stesso fine, l'imperatore Costantino V trasferì la Grecia e l'Italia meridionale sotto l'egida del Patriarca di Costantinopoli. Al contrario l'esarca, conscio che senza l'appoggio degli eserciti non era in grado di imporre alcunché, decise di perseguire una politica conciliante con il Pontefice, evitando di applicare il decreto iconoclasta in Italia.
Nel frattempo continuavano le campagne di conquista dei Longobardi. In un anno imprecisato, forse nel 732, la stessa Ravenna venne conquistata per la prima volta da Ildeprando, nipote di Liutprando, e da Peredeo, duca di Vicenza. L'esarca Eutichio riparò nella laguna veneta e, aiutato dalla flotta del veneziano duca Orso, riuscì a rientrare a Ravenna. Ildeprando venne catturato e Peredeo ucciso. Incoraggiato dal successo, il duca bizantino di Perugia tentò di riconquistare Bologna, ma l'attacco fallì.
Nel 739 papa Gregorio III appoggiò i duchi di Spoleto e Benevento contro Liutprando; per tutta risposta il re longobardo invase il centro Italia: l'esarcato e il ducato di Roma ne furono devastati, e Liutprando occupò il corridoio umbro, restituito solo tre anni dopo in seguito a negoziazioni con il pontefice. Nel 743, mentre a Roma saliva al soglio pontificio papa Zaccaria, re Liutprando progettava di riconquistare Ravenna, e attaccò l'esarcato impossessandosi di Cesena. L'esarca Eutichio, sentendosi direttamente minacciato, chiese aiuto al Papa, il quale si recò di persona a Pavia per convincere il sovrano a restituire all'esarca i territori conquistati, riuscendo nel suo intento.

I territori bizantini in Italia dopo la caduta dell'esarcato, nel 751, ad opera di Astolfo.

Liutprando morì nel 744: gli succedettero prima Ildebrando e poi Rachis. Quest'ultimo sospese le campagne di conquista dei suoi predecessori e firmò una pace con l'esarcato. Tuttavia nel 749, cedendo alle pressioni della fazione longobarda contraria alla pace con Bisanzio, invase la Pentapoli e assediò Perugia. Convinto a ritirarsi dal Papa, al suo ritorno a Pavia venne deposto dai suoi oppositori, che elessero re Astolfo. Questi, riorganizzato e rafforzato l'esercito, passò immediatamente all'offensiva contro i territori italiani ancora soggetti (anche se più di nome che di fatto) all'Impero bizantino, avendo intenzione di sottometterli, come conferma una legge datata marzo 750 nella quale Astolfo si era autodefinito «re dei Langobardi cui Dio affidò il popolo dei Romani» (rex gentis Langobardorum, traditium nobis a Domino populum Romanorum). Nel 750 invase da nord l'Esarcato occupando Comacchio e Ferrara; nell'estate del 751 riuscì a conquistare l'Istria e poi la stessa Ravenna, capitale e simbolo del potere bizantino in Italia. Si insediò nel palazzo dell'esarca, che venne parificato al palazzo regio di Pavia come centro del regno longobardo.

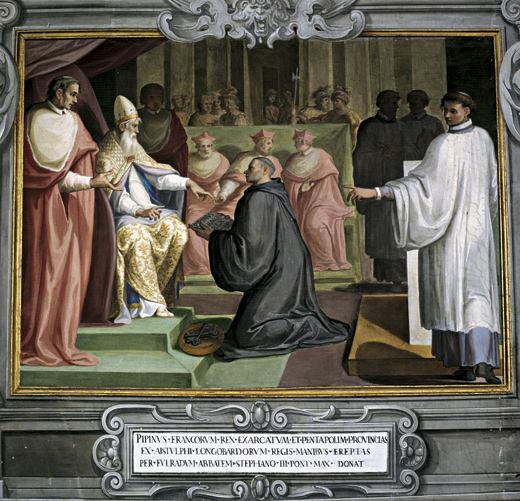
La donazione effettuata da Pipino il Breve delle terre dell'Esarcato di Ravenna al papa Stefano II: questo momento è considerato la nascita dello Stato della Chiesa.

L'Imperatore Costantino V tentò di recuperare l'esarcato con la forza della diplomazia inviando ambasciatori presso Astolfo nel tentativo di spingerlo a restituire i territori conquistati all'Impero, ma l'ambizioso re longobardo non era disposto a rinunciare alle sue conquiste e ambiva a conquistare anche Roma, minacciando apertamente il papa Stefano II, da cui pretendeva che il Ducato romano pagasse un tributo quantificato in tanti soldi d'oro quanti erano gli abitanti del ducato. Quando nel 753 il re longobardo occupò la fortezza di Ceccano, in territorio romano, il Pontefice, visto il fallimento di ogni negoziazione e constatato che l'Impero d'Oriente non poteva fornirgli concreti aiuti militari, decise di rivolgersi ai Franchi, all'epoca governati da Pipino il Breve. Nel gennaio del 754 il Papa si recò in Francia, incontrandosi con Pipino a Ponthion. Questi accettò la richiesta di aiuto del pontefice e s'impegnò a convincere la nobiltà franca.
Ottenuto l'assenso alla spedizione da parte dei nobili franchi nel corso di una dieta a Quierzy (Carisium in latino) il 14 aprile del 754 (giorno di Pasqua), nell'agosto dello stesso anno Pipino discese una prima volta in Italia, sconfiggendo Astolfo nei pressi di Susa e obbligandolo a cedere Ravenna cum diversis civitatibus. Astolfo, tuttavia, non recedette dai suoi piani bellicosi e nel 756 invase di nuovo il ducato romano, espugnando Narni e assediando Roma: papa Stefano II sollecitò di nuovo l'aiuto di Pipino, che discese in Italia nello stesso anno, sconfisse di nuovo i Longobardi e costrinse Astolfo a cedere Esarcato e Pentapoli al Papa invece che all'Impero (Promissio Carisiaca). I Bizantini ovviamente protestarono e, tramite due messi inviati presso il re franco, pretesero la restituzione dell'Esarcato al legittimo padrone, ovvero l'Impero d'Oriente, offrendo anche una rilevante somma di denaro. Pipino, congedando i due ambasciatori, rispose all'imperatore che egli aveva agito per reverenza verso San Pietro e nulla gli avrebbe fatto rinnegare le sue promesse. Nacque così uno Stato della Chiesa indipendente da Bisanzio e protetto dai Franchi.
Tra il 773 e il 774 il successore di Pipino sul trono di Francia, Carlo Magno, scese in Italia in seguito alla richiesta di aiuto del papa Adriano I contro il re Desiderio e conquistò la capitale del regno longobardo, Pavia. Carlo si fece chiamare da allora "Re dei Franchi e dei Longobardi per Grazia di Dio" (Gratia Dei rex Francorum et Langobardorum), realizzando un'unione personale dei due regni. Il sovrano mantenne le Leges Langobardorum ma riorganizzò il regno sul modello franco, con conti al posto dei duchi.
Per quanto riguarda l'Italia meridionale, la Puglia, la Lucania e la Calabria restarono ancorate in mano imperiale per ancora tre secoli; altri territori, come Napoli e Gaeta, si sganciarono, a poco a poco, dalla dominazione di Costantinopoli mentre la Sicilia fu conquistata dagli Arabi.
Nell'876 i Bizantini, sconfitti definitivamente i Saraceni, ristabilirono il proprio dominio su Bari. Costituito come thema di Longobardia, questo territorio, incentrato sulla Puglia, era retto da un governatore militare a cui venne attribuito inizialmente il grado di strategos. Dal 969-970 lo strategos di Longobardia fu sostituito da un Catapano (o Catepano, traducibile come "sovrintendente", dal termine greco katapános è derivato poi quello di "capitano") avente un grado più elevato rispetto agli strateghi di Calabria e di Lucania che, secondo alcuni autori (per i quali la giurisdizione del catapano si estendeva sull'intera Italia bizantina), potrebbero essere stati alle sue dipendenze; altri studiosi moderni, tuttavia, ritengono che il catapano controllasse il solo thema di Longobardia; l'insieme dei territori controllati da questo funzionario divenne noto come Catepanato d'Italia.

## Cronotassi degli esarchi d'Italia
| Dal     | Al       | Esarca             | Imperatore di Bisanzio    | Descrizione |
| ------- | -------- | ------------------ | ------------------------- | --- |
| 584?    | 584?     | Decio?             | Maurizio                  | Patrizio attestato in una lettera di papa Pelagio II datata 584; diversi studiosi l'hanno identificato con l'innominato esarca menzionato nella medesima lettera, mentre per altri autori si trattava di un senatore romano inviato in ambasceria presso l'esarca (probabilmente Smaragdo). |
| 585     | 588/589  | Smaragdo           | Maurizio                  | Si rese noto per la sua durezza nei confronti degli scismatici tricapitolini della Venezia, a causa della quale fu richiamato a Costantinopoli. |
| 588?    | 589/590  | Giuliano           | Maurizio                  | Attestato in un'iscrizione il 31 marzo 589, null'altro si sa di lui; il suo mandato durò comunque pochi mesi. |
| 589/590 | 595/597  | Romano             | Maurizio                  | Tentò, in alleanza con i Franchi, di sottomettere i Longobardi. Ebbe contrasti di natura dottrinale e politica con papa Gregorio I (590-604). |
| 596/597 | 602/603  | Callinico          | Maurizio                  | Persuaso da papa Gregorio, firmò una tregua biennale con i Longobardi (598). Nel 601/602 fece prigionieri a Parma parenti di re Agilulfo, provocando una guerra con i Longobardi con numerose sconfitte per i Bizantini. Richiamato a Costantinopoli per le numerose sconfitte. |
| 603     | 608      | Smaragdo           | Foca                      | Al suo secondo mandato, firmò una tregua con i Longobardi, che venne rinnovata di anno in anno. L'ultima volta che viene attestato come esarca è il 608, quando edificò una colonna in onore di Foca. Si ignora quando ebbe termine il suo mandato. |
| 608?    | 613?     | Fozio?             | Foca/Eraclio              | L'agiografia di San Teodoro di Sykeon narra che, sotto il regno di Foca, il santo ricevette la visita di Fozio, futuro "esarco di Roma", e ne battezzò il figlio Gregorio. Pur avendo il termine "esarca" altri significati, gli studiosi ritengono probabile che effettivamente possa essere stato esarca d'Italia tra la fine del regno di Foca e l'inizio del regno di Eraclio. Nulla si sa di lui. |
| 615?    | 615?     | Giovanni I         | Eraclio                   | Ucciso nel 616 da una rivolta (probabilmente dell'esercito) scoppiata a Ravenna. |
| 616     | 619      | Eleuterio          | Eraclio                   | Sedò con durezza le rivolte scoppiate a Ravenna e a Napoli. Combatté con insuccesso i Longobardi condotti dal duca Sundrarit. Usurpò la porpora e tentò di marciare su Roma per farsi incoronare Imperatore d'Occidente dal Papa, ma fu ucciso presso Castrum Luceolis da soldati fedeli a Eraclio (619/620).                                                                                          |
| 619     | 625      | Gregorio I?        | Eraclio                   | Paolo Diacono narra di un patrizio Gregorio che uccise a tradimento i duchi del Friuli Caco e Tasone. Dato che gli esarchi detenevano di norma il titolo di "patrizio", è possibile che tale Gregorio fosse stato un esarca. |
| 625     | 643      | Isacio             | Eraclio                   | Trattò con estrema durezza il papato, punendolo per essersi opposto alla politica religiosa imperiale sequestrando il tesoro papale custodito nel Laterano (640). Tentò di opporsi invano alla politica espansionistica di Re Rotari, venendo probabilmente ucciso nella Battaglia dello Scultenna (643).                                                                                              |
| 643     | 645?     | Teodoro I          | Costante II               | Inviato dall'Imperatore in Italia dopo la morte di Isacio. Sostituito nel 645 da Platone. |
| 645?    | 648?     | Platone            | Costante II               | Poco si sa del suo mandato. Richiamato a Costantinopoli nel 649. |
| 649     | 652      | Olimpio            | Costante II               | Su ordini dell'Imperatore, tentò di assassinare il Pontefice, ma fallì. Subito dopo si rivoltò all'Imperatore separando l'Italia dall'Impero. La rivolta finì nel 652 quando l'esarca ribelle, recatosi in Sicilia per combattere gli Arabi, perì per via di un'epidemia. |
| 653     | 666?     | Teodoro I          | Costante II               | Al suo secondo mandato, arrestò papa Martino I e lo deportò a Costantinopoli per farlo processare per tradimento. Si ignora quando terminò il suo mandato ma esso ebbe termine poco prima il 666, quando è attestato come esarca Gregorio. |
| 666     | 678      | Gregorio I (o II?) | Costante II/Costantino IV | Ricevette dall'Imperatore un diploma che concedeva alla Chiesa Ravennate l'autocefalia (666). |
| 678     | 686/687  | Teodoro II         | Costantino IV             | Durante il suo mandato, ebbe termine l'autocefalia e l'Impero si riconciliò con il papato, condannando il monotelismo come eresia (680). |
| 687     | 701?     | Giovanni II        | Giustiniano II            | Era esarca nel 687 quando tentò di imporre come papa Pasquale, che gli aveva promesso 100 libbre d'oro. Null'altro si sa di lui, a parte gli avvenimenti del 687. |
| 701     | 705?     | Teofilatto         | Giustiniano II            | Nel 702, recandosi a Roma dalla Sicilia, rischiò di essere ucciso dall'esercito esarcale in rivolta ma fu salvato dal Papa che riuscì a calmare i rivoltosi. |
| 705?    | 710?     | Giovanni III       | Giustiniano II            | Resosi reo di aver ucciso alcuni ecclesiastici, venne ucciso in una rivolta scoppiata a Ravenna. |
| 710?    | 713?     | Eutichio           | Filippico                 | Il primo mandato di Eutichio è dubbio. |
| 713?    | ?        | Scolastico         | Leone III                 | In carica dal 713 al 726 circa. |
| 725?    | 726/727? | Paolo              | Leone III                 | Tentò di ordire l'assassinio di papa Gregorio II, reo di essersi opposto all'iconoclastia. Ucciso da una rivolta scoppiata a Ravenna. |
| 727?    | 751      | Eutichio           | Leone III/Costantino V    | Fu l'ultimo esarca. Sotto il suo mandato, sotto la spinta espansionistica dei re longobardi Liutprando e Astolfo, l'esarcato cadde in mano longobarda (751). |

Nota: le date sono in molti casi approssimate, non sapendo per alcuni esarchi quando il loro mandato iniziò o finì con esattezza. Tra l'altro si ignora tuttora l'esatto numero degli esarchi che governarono l'Italia dal 584 al 751 (potrebbero essere stati ventiquattro) e di due di essi (Anastasio e Stefano) si ignora addirittura l'epoca del loro mandato, essendo noti unicamente da due sigilli.

## Istituzioni

### L'esarca e i suoi sottoposti militari

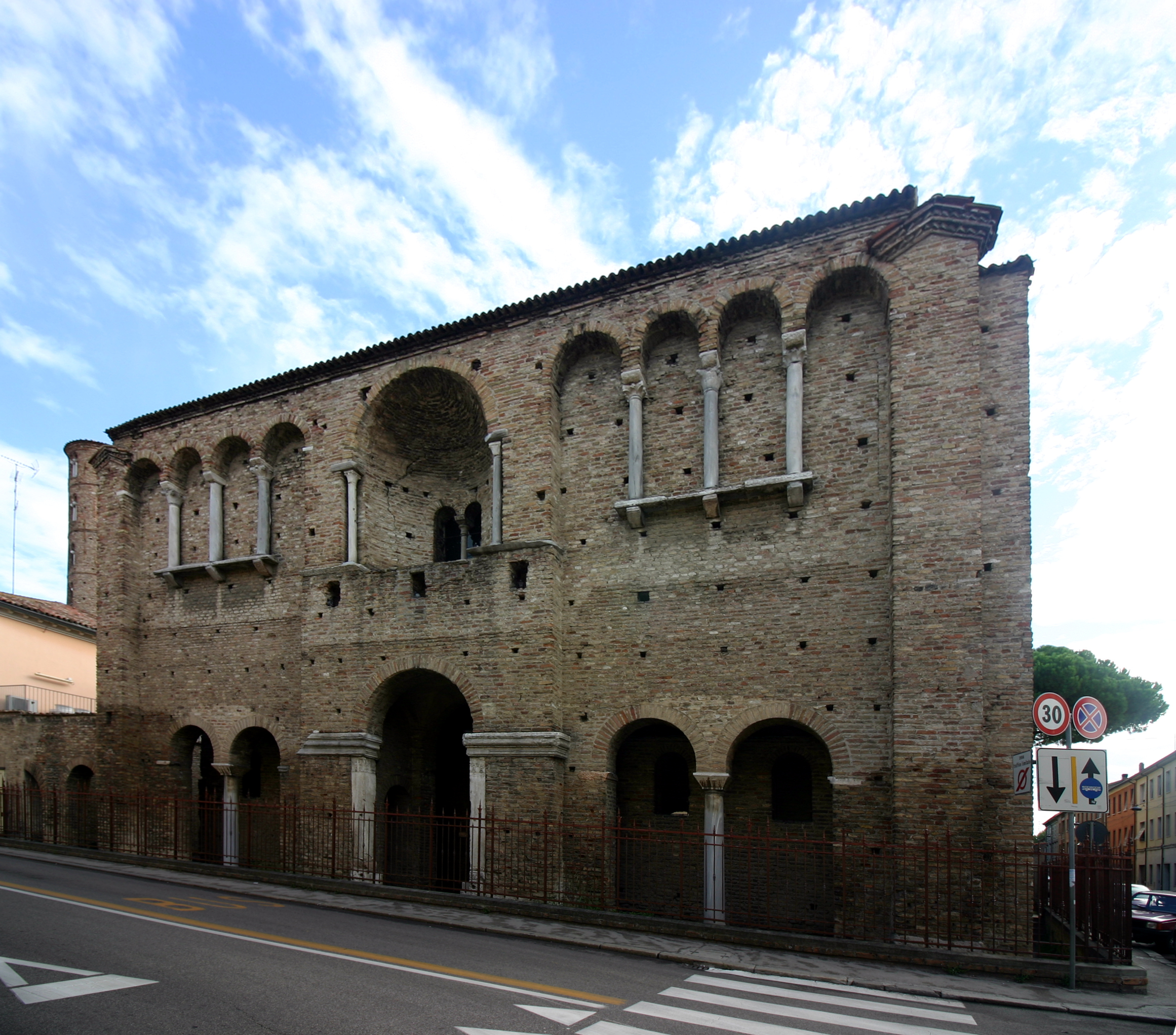
L'edificio erroneamente chiamato per tradizione palazzo di Teodorico. Le teorie più accreditate lo identificano con un corpo di guardia prospiciente il reale Sacrum Palatium o con il portico della Chiesa di San Salvatore ad Calchi, non più esistente.

A capo dell'Esarcato vi era un esarca che risiedeva a Ravenna, nel palazzo sacro di Teodorico, mentre quando si recava a Roma alloggiava nella sua residenza sul colle Palatino. Nominato direttamente dall'Imperatore, la sua giurisdizione si estendeva sull'intera Italia continentale e peninsulare bizantina (chiamata Provincia Italiae dalle fonti), come confermano il Liber Pontificalis, che afferma che era inviato a reggere l'Italia intera (ad regendam omnem Italiam), e il Liber Diurnus, secondo il quale la curia romana, nel pregare per lui, lo definiva il signore della «servile provincia d'Italia». L'esarca d'Italia era scelto nel ristretto novero di coloro che possedevano la carica di patricius (patrizio). Egli era posto a capo degli eserciti, dell'amministrazione della giustizia e delle finanze, si occupava dei lavori pubblici, nonché della conclusione di accordi diplomatici, come gli armistizi, anche se non poteva concludere paci o alleanze, prerogative esclusive dell'Imperatore. Aveva anche il potere di nominare tutti i funzionari a lui sottoposti, tranne quelli inviati in Italia dall'Imperatore o sottoposti all'autorità del prefetto del pretorio d'Italia. Dal 685 gli spettò anche il potere di approvazione dell'elezione del papa.
Gli imperatori adottarono diverse misure per tentare di controbilanciare gli ampi poteri goduti dagli esarchi. Prima di tutto, la nomina dell'esarca da inviare in Italia spettava all'Imperatore, che faceva sì inoltre che il mandato fosse tendenzialmente breve, per impedirgli di accumulare un potere eccessivo. Inoltre, le sentenze dell'esarca potevano essere annullate in un qualunque momento dal tribunale dell'Imperatore. Altre forme di controllo sull'esarca erano rappresentate dall'invio di commissari speciali da Costantinopoli per indagare sul suo operato e dall'obbligo da parte dell'esarca di inviare periodicamente rapporti a Costantinopoli per informare l'Imperatore della situazione in corso. Inoltre, su temi delicati, come quello religioso, gli esarchi non avevano completa libertà di iniziativa, ma erano tenuti ad attenersi alle disposizioni dell'Imperatore. Questo sistema di controllo risultò efficace nella maggioranza dei casi, ma in due di essi, quelli di Eleuterio e di Olimpio, l'esarca si rivoltò all'Imperatore e proclamò la propria indipendenza. In ogni caso, nonostante dal punto di vista teorico i suoi poteri fossero così ampi, a partire dalla fine del VII secolo il rafforzarsi del potere del Papato e l'opposizione delle aristocrazie locali, a cui si aggiunse l'insubordinazione degli eserciti, costituiti soprattutto da Italici reclutati localmente, limitarono in misura sempre maggiore l'effettiva autorità dell'esarca, confinandola di fatto alla sola zona di Ravenna (l'esarcato in senso stretto).
Per far fronte alla minaccia longobarda, l'Italia bizantina fu suddivisa in varie circoscrizioni militari, rette da duces o magistri militum: le due Pentapoli, l'Istria, i ducati di Napoli, Roma e Perugia, a cui andrebbero forse aggiunte, pur in assenza di testimonianze dirette, la Liguria, il Bruzio e l'Apulia, mentre i ducati di Ferrara, di Venezia e di Calabria furono fondati nel VII secolo. I ducati sostituirono le province con un processo graduale che si completò a metà del VII secolo con la scomparsa delle residue autorità civili. A partire dalla seconda metà del VII secolo, i duchi divennero progressivamente sempre più autonomi, venendo non più eletti dall'esarca, alla cui giurisdizione vennero di fatto sottratti, ma dall'imperatore o dalle aristocrazie locali. Per quanto riguarda il Ducato di Napoli, si ritiene che il primo duca eletto direttamente dall'Imperatore e non dall'esarca fu Basilio nel 661, mentre il primo duca esponente dell'aristocrazia militare locale fu Stefano nel 755. Il primo duca (o doge) di Venezia, Paoluccio Anafesto, fu eletto da un'assemblea locale tra il 697 e il 715 secondo le cronache venetiche, anche se differenti ricostruzioni posticiperebbero la nascita di un ducato veneziano al 726 con l'elezione del duca Orso. Il ducato di Calabria probabilmente fu istituito nella seconda metà del VII secolo, sotto il regno di Costante II, ed era dipendente non dall'esarca ma dallo strategos di Sikelia. In origine il toponimo "Calabria" indicava la Puglia meridionale, ma in seguito passò a indicare il Bruzio, probabilmente perché, in seguito alle perdite territoriali subite in Puglia, il centro del ducato si era spostato nell'odierna Calabria. Tra il 713 e il 726, come sembrerebbe deducibile dal Liber Pontificalis, il duca di Roma (attestato fino alla seconda metà dell'VIII secolo) cominciò a essere eletto direttamente dall'Imperatore e non più dall'esarca.
Nei castelli più importanti e nelle singole città vi erano presidi cittadini retti da tribuni e comites, che avevano ovviamente la funzione di difenderle dai Longobardi e che, insieme ai vescovi, finirono per amministrarle anche in ambito civile. La popolazione locale fu tenuta a concorrere alla difesa del territorio, affiancando i soldati di professione. Veniva così a formarsi un'efficiente macchina difensiva, principalmente nei territori costieri dove potevano farsi sentire maggiormente il potere imperiale e la flotta bizantina. L'esercito bizantino era organizzato in numeri (reggimenti di 500 soldati), ognuno stanziato nelle principali città: alcuni avevano origine orientale e si erano trasferiti in Italia durante la guerra gotica (come ad esempio i Persoiustiniani e Cadisiani di Grado) mentre altri, come i Tarvisiani, Veronenses e Mediolanenses, vennero creati in Italia.

### Le autorità civili

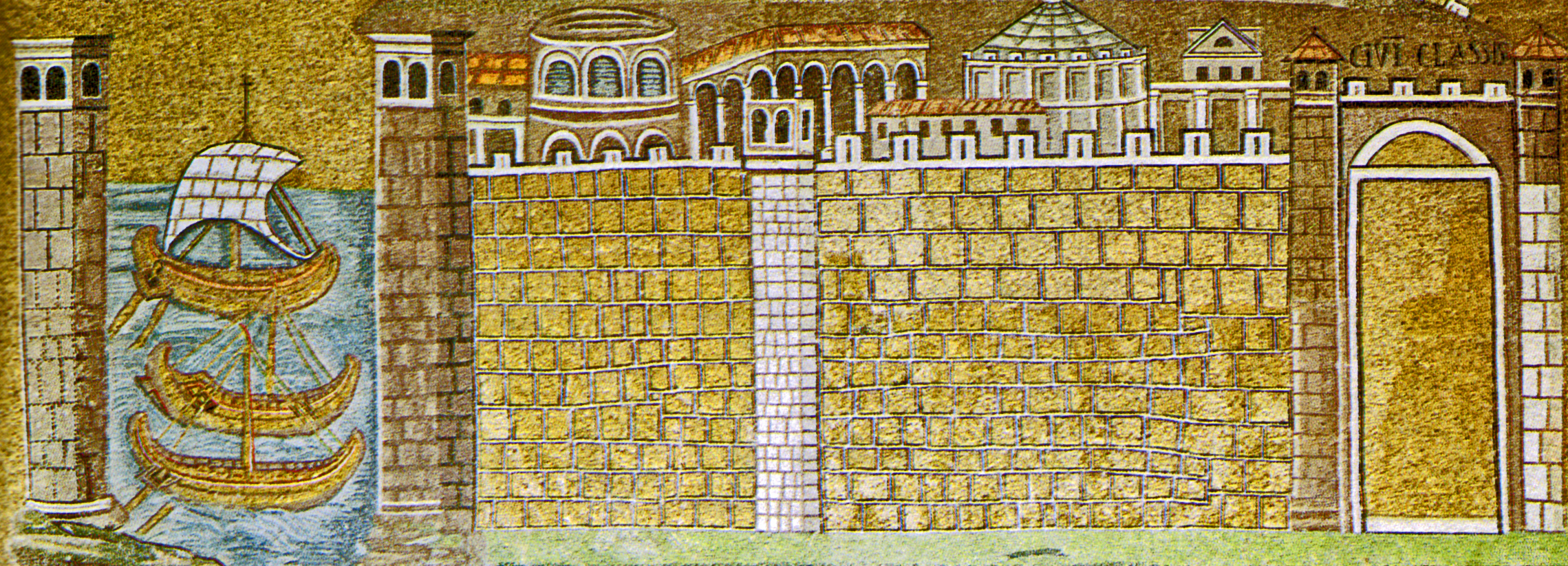
Mosaico della Basilica di Sant'Apollinare Nuovo a Ravenna raffigurante il porto di Classe, sede del prefetto del pretorio d'Italia.

La concentrazione di autorità civile e militare da parte dei militari non determinò immediatamente la scomparsa delle autorità civili, segno che la formazione dell'esarcato fu un processo graduale, non un cambiamento brusco. Fino alla metà del VII secolo la carica di prefetto del pretorio continuò a sopravvivere, sebbene come subordinato dell'esarca, il quale, tuttavia, secondo Cosentino, «non subentrò affatto, almeno nell'immediato, alle loro tradizionali funzioni». Residente a Classe (il porto di Ravenna), il prefetto d'Italia si occupava principalmente della gestione delle finanze. L'officium del prefetto d'Italia era composto da funzionari pubblici detti praefectiani. L'epistolario di papa Gregorio I attesta che durante il regno di Maurizio in due occasioni furono inviati in Italia funzionari da Costantinopoli per controllare l'operato in ambito finanziario del prefetto del pretorio in carica. Secondo il Cosentino, ciò sarebbe sintomo di una diminuita libertà di azione dei prefetti del pretorio e di una crescente tendenza alla centralizzazione che avrebbe successivamente caratterizzato il periodo mediobizantino.
È dubbio se la prefettura del pretorio d'Italia fosse ancora suddivisa in due vicariati in epoca bizantina; in ogni caso, sotto il regno ostrogoto, l'autorità dei due vicarii italici era enormemente diminuita rispetto al V secolo; secondo la testimonianza di Cassiodoro, nel VI secolo il vicarius urbis Romae non controllava più le dieci province dell'Italia Suburbicaria ma solo i territori compresi entro un raggio di quaranta miglia dall'Urbe. Dopo il 557, le fonti non attestano più la presenza di vicarii in Italia, ma nell'Epistolario gregoriano sono citati due agentes vices del prefetto del pretorio d'Italia, l'uno avente sede a Genova e l'altro a Roma, che si occupavano della gestione delle finanze; si può supporre che, dopo la conquista longobarda del 569, il vicario avente sede a Milano fosse riparato a Genova. Di certo il cambiamento di denominazione da vicarii in agentes vices significò un'ulteriore perdita di potere per questi funzionari, non più considerati titolari di diocesi, bensì vicari di un'autorità superiore (il prefetto del pretorio d'Italia); i due agentes vices italici non sono più attestati dalle fonti dopo la prima metà del VII secolo.
Al governo delle province vi erano ancora, fino almeno alla metà del VII secolo, dei governatori civili (Iudices Provinciarum), ma, anche in questi casi, la loro autorità venne minata dalla crescente importanza rivestita dai duces militari al comando degli eserciti regionali. Certo, la carica di Iudex Provinciae, come si evince dall'Epistolario Gregoriano, aveva ancora un certo prestigio, come confermano evidenze di versamenti illegali di ingenti somme di denaro (suffragia) da parte di alcuni aspiranti governatori per ottenere la carica, segno di quanto fosse ambita. Inoltre, sempre nell'Epistolario Gregoriano, vi sono evidenze di governatori civili con autorità finanziaria (si occupavano di riscuotere le tasse) e/o militare/giudiziaria (possedevano ancora l'autorità di punire rivolte militari), segno che la loro autorità non fosse insignificante. Tuttavia testimonianze coeve (sempre l'epistolario di papa Gregorio) mostrano come i duces in determinate circostanze si arrogassero prerogative degli Iudices provinciarum e quindi avessero anche una certa autorità civile: ad esempio il dux Sardiniae Teodoro nel 591 impose esose tasse da pagare alla popolazione isolana, suscitando le proteste di papa Gregorio I. La crescente importanza dei militari portò, alla fine, alla scomparsa degli Iudices Provinciarum verso la metà del VII secolo: questi sono per l'ultima volta attestati con certezza dalle epistole di papa Onorio I (625-638).
A Roma la carica di praefectus urbi è attestata con certezza fino alla fine del VI secolo (anni 597-599). Egli giudicava le cause d'appello intra centesimum (entro centro miglia dalla città), supervisionava i lavori pubblici nell'Urbe ed era caput senatus (presidente del senato romano).